# Szaitama prefektúra
Szaitama prefektúra (japán írással: 埼玉県 (Szaitama-ken)) Japán egyik közigazgatási egysége. Honsú középső északi részén, Kantó régióban található. Fővárosa Szaitama.

## Földrajz
Szaitama prefektúra Kantó régióban, Honsú szigetének középső részén terül el. Felszínének mintegy harmadét hegyvidék borítja, a többi síkság. Délen Tokióval, délnyugaton Jamanasi, nyugaton és északon Gunma, északon Tocsigi, északkeleten Ibaraki, keleten pedig Csiba prefektúrával határos.
Az éves középhőmérséklet 15,8 °C, a páratartalom (Kumagaja városában) átlagosan 64%.

### Közigazgatás
A prefektúrát 63 községre osztották, ebből 1 kijelölt város, 39 város 22 kisváros és 1 falu.

## Története
Szaitama prefektúrát 1871. november 14-én hozták létre. Száz évvel később a kormány ezt a napot a prefektúra lakóinak ünnepnapjává nyilvánította.
A második világháború előtt főként mezőgazdasági jellegű vidék a háború után gyorsan megváltozott. Omija (A mai Szaitama város egyik elődje), Fukaja, Kavagoe és Szajama városokban nagy ipari központok alakultak ki, ez pedig, Tokió közelségével együtt, gyors népességnövekedést okozott: az 1950-ben mért 2,14 milliós lakosság 2002-re mintegy 7 millióra emelkedett.

## Jelképei
A prefektúra fő jelképe, amely zászlajában is látható, nyolc pár, összesen 16 darab, kört alkotó, piros színű, csepp alakú úgynevezett magatamából áll.
Szaitama madara a balkáni gerle, amely Japánban csak itt, a prefektúra keleti részén él. A fák közül a helyiek által régóta nagy becsben tartott japán gyertyánszilt választották jelképül, a virágok közül a bársonyos kankalint, amely a Tadzsimagahara nevű vidéken vadon is nő, a lepkék közül a zöld színű japán farkröpért, a halak közül pedig a Pungitius nem egyik faját, amely Kumagaja városban, az Arakava folyó forrásvidékén él.
A balkáni gerle népszerűségét jelzi, hogy a prefektúra kabalaállata, a 2005-ben „megszületett” Kobaton (コバトン) is ebből a fajból kerül ki.

## Turizmus, látnivalók
- Hikava szentély (Szaitama)
- Josimi Száz Barlang (Josimi)

## Testvérterületei
A prefektúra több külföldi közigazgatási egységgel is kötött megállapodásokat:
- México szövetségi állam,  Mexikó
- Sanhszi tartomány,  Kína
- Queensland állam,  Ausztrália
- Ohio állam,  Amerikai Egyesült Államok
- Brandenburg tartomány,  Németország